# Gianmario Filelfo
Gian Mario Filelfo o Giovanni Mario Filelfo (Pera, 1426 – Mantova, 1480) è stato un umanista italiano.

## Biografia
Nacque dal più noto umanista Francesco e da Teodora Crisolora (figlia di un famoso umanista bizantino e della genovese Manfredina Doria) nel quartiere genovese di Costantinopoli, dove il padre risiedette per sette anni. Fra il 1427 e il 1440 visse a Venezia, Bologna, Firenze e Siena, dove il padre ebbe incarichi di insegnamento universitario. Seguì poi il padre alla corte dei Visconti, ma verso i vent'anni si recò alla corte dei Del Carretto, Signori di Finale e alleati dei Visconti. Proprio allora, però, morì Filippo Maria Visconti e a Genova prese il sopravvento il partito dei Fregoso (o Campofregoso). Il nuovo doge, Giano Fregoso, decise di sottomettere i Del Carretto dando origine a una guerra (1447-1451), a cui Gian Mario poté assistere e di cui scrisse nella sua opera più famosa, il Bellum Finariense (1453). Durante l'occupazione genovese di Finale, Gian Mario si stabilì a Savona, dove insegnò e ricevette la cittadinanza onoraria. In quel periodo sposò Maria Del Carretto, del ramo di Millesimo. Si appoggiò, quindi, a Renato d'Angiò, di cui divenne segretario e che gli procurò una magistratura a Marsiglia. Viaggiò lungamente per l'Italia e la Francia. Fu consigliere e cavaliere del duca Ludovico di Savoia. Come ambasciatore dei Savoia si recò presso il re di Francia Carlo VII. Il duca d'Urbino invece lo inviò presso il marchese di Mantova. Fu anche invitato al servizio del pontefice Pio II con l'incarico di avvocato concistoriale, ma rifiutò l'ufficio.
Il Filelfo terminò i suoi giorni a Mantova alla corte di Federico I Gonzaga.

## Opere

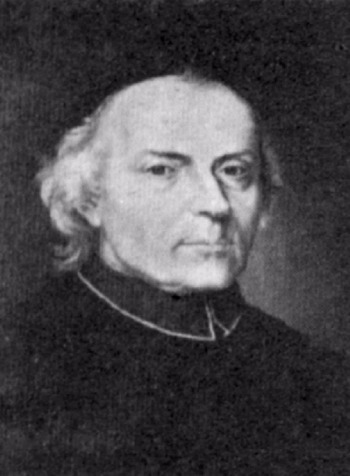
Ludovico Antonio Muratori

I suoi scritti sono numerosi e quasi tutti in latino. Furono scoperti molti anni dopo la sua scomparsa. Quasi sconosciuta è la Consolatoria dedicata alla duchessa di Milano Bona di Savoia per la morte del duca Galeazzo Maria Sforza, conservata in un unico manoscritto miniato della Bibliothèque Royale Albert I di Bruxelles e scritto interamente in volgare. Oltre alla storia, coltivò la poesia e fu coronato poeta "laureato". L'opera di maggior impegno è il Bellum Finariense (1453), che rimase manoscritto per tre secoli, sino a quando Ludovico Antonio Muratori volle inserirlo nell'ultimo volume dei Rerum Italicarum Scriptores. Egli, però, dovette cedere alle pressioni politiche genovesi, sostituire nel volume l'opera del Filelfo,  già pronta per la stampa dal 1733, con testi oscuri e malridotti e dichiarare di averne distrutto i tipi. Fortunatamente lo stampatore, di sua iniziativa o su ordine del Muratori stesso, tirò nascostamente alcune copie, che probabilmente furono messe in circolazione solo durante la partecipazione genovese alla guerra di successione austriaca (1745-1748), se non dopo la morte del Muratori (1750). Le pagine più significative furono tradotte in italiano e pubblicate solo nel 1979 da Giovanni Battista Cavasola.